# Christophe Kabongo
Christophe Kabongo (27 augustus 2003) is een Tsjechisch voetballer met Congolese roots die door Lommel SK wordt uitgeleend aan FK Železiarne Podbrezová.

## Carrière
Kabongo genoot zijn jeugdopleiding bij FK Meteor Praag en Sparta Praag.

## Clubstatistieken
| Seizoen         | Club                       | Land               | Competitie      | Competitie | Competitie | Beker | Beker | Supercup | Supercup | Europees | Europees | Totaal | Totaal |
| Seizoen         | Club                       | Land               | Competitie      | Wed.       | Dlp.       | Wed.  | Dlp.  | Wed.     | Dlp.     | Wed.     | Dlp.     | Wed.   | Dlp.   |
| --------------- | -------------------------- | ------------------ | --------------- | ---------- | ---------- | ----- | ----- | -------- | -------- | -------- | -------- | ------ | ------ |
| 2020/21         | Lommel SK                  | Vlag van België    | Eerste klasse B | 7          | 0          | 0     | 0     | —        | —        | —        | —        | 7      | 0      |
| 2021/22         | Lommel SK                  | Vlag van België    | Eerste klasse B | 2          | 0          | 1     | 0     | —        | —        | —        | —        | 3      | 0      |
| 2022/23         | Lommel SK                  | Vlag van België    | Eerste klasse B | 5          | 1          | 0     | 0     | —        | —        | —        | —        | 5      | 1      |
| 2022/23         | → FK Železiarne Podbrezová | Vlag van Slowakije | Fortuna Liga    | 0          | 0          | 0     | 0     | —        | —        | —        | —        | 0      | 0      |
| Carrière totaal | Carrière totaal            | Carrière totaal    | Carrière totaal | 14         | 1          | 1     | 0     | 0        | 0        | 0        | 0        | 15     | 1      |

Bijgewerkt op 14 februari 2023.